# جيغمه خيسار نمجيل وانغشاك
جيغمي خيسار نامغيال وانغتشوك هو الملك الخامس لمملكة بوتان, ولد في 21 فبراير 1980م في العاصمة النيبالية كاتماندو وتولى الحكم بعدما تنازل والده عن الحكم لصالح ابنه في 14 ديسمبر 2006م.

## روابط خارجية
- جيغمه خيسار نمجيل وانغشاك على موقع الموسوعة البريطانية (الإنجليزية)
- جيغمه خيسار نمجيل وانغشاك على موقع مونزينجر (الألمانية)
- جيغمه خيسار نمجيل وانغشاك على موقع إن إن دي بي (الإنجليزية)